# Municipio de Medford (Dakota del Norte)
El municipio de Medford (en inglés: Medford Township) es un municipio ubicado en el condado de Walsh en el estado estadounidense de Dakota del Norte. En el año 2010 tenía una población de 62 habitantes y una densidad poblacional de 0,69 personas por km².

## Geografía
El municipio de Medford se encuentra ubicado en las coordenadas 48°14′20″N 97°50′23″O / 48.23889, -97.83972. Según la Oficina del Censo de los Estados Unidos, el municipio tiene una superficie total de 90.49 km², de la cual 90,49 km² corresponden a tierra firme y (0 %) 0 km² es agua.

## Demografía
Según el censo de 2010, había 62 personas residiendo en el municipio de Medford. La densidad de población era de 0,69 hab./km². De los 62 habitantes, el municipio de Medford estaba compuesto por el 91,94 % blancos y el 8,06 % eran de una mezcla de razas. Del total de la población el 0 % eran hispanos o latinos de cualquier raza.